# Ampelocissus xizangensis
Ampelocissus xizangensis — вид квіткових рослин з родини виноградових (Vitaceae). Ареал охоплює такі країни: Тибет, Непал. Населяє чагарники в долинах на висотах ≈ 2000 метрів.

## Біоморфологічна характеристика
Ліана дерев'яниста; гілочки округлі в перерізі, з поздовжніми гребенями, голі або з рідкісними білими шерстистими волосками; вусики роздвоєні. Листя просте; ніжка листка ≈ 15 см завдовжки, з рідкісним, коричневим павутиноподібним повстом або голі; листочки широко яйцеподібні, ≈ 23 × 24 см, знизу волосисті, жилки з рідкісним, коричневим павутиноподібним повстом, знизу запушені, базальних жилок 5, бічних жилок 4 або 5 пар, прожилки злегка виступають знизу, знизу непомітні, основа серцеподібна, край з дрібними зубцями, верхівка закруглена та тупа. Чашечка блюдцеподібна, майже гола, хвилясто-лопатева. Пелюстки овально-довгасті, 1.5–1.8 мм, голі. Тичинок 5; пиляки овальні. Диск явний, лопатевий. Нижня частина зав'язі прирощена до диска; стовпчик короткий, ≈ 10-гребеневий. Період цвітіння: липень.